# فريد بنسون
فريد بنسون (بالهولندية: Fred Benson)‏ (10 أبريل 1984 بأكرا في غانا - ) هو لاعب كرة قدم هولندي في مركز الهجوم. شارك مع منتخب هولندا تحت 21 سنة لكرة القدم. أما مع النوادي، فقد لعب مع آر كي سي فالفيك وأياكس أمستردام وبي إي سي زفوله ورابيد بوخارست وشاندونغ لونينغ وفيتيسه آرنهم وليخيا غدانسك ونادي شريف تيراسبول وIJsselmeervogels ‏.

## روابط خارجية
- فريد بنسون على موقع قاعدة بيانات كرة القدم.إي يو (الإنجليزية)
- فريد بنسون على موقع Soccerway.com (الإنجليزية)
- فريد بنسون على موقع عالم كرة القدم.نت (الإنجليزية)